# M-60P

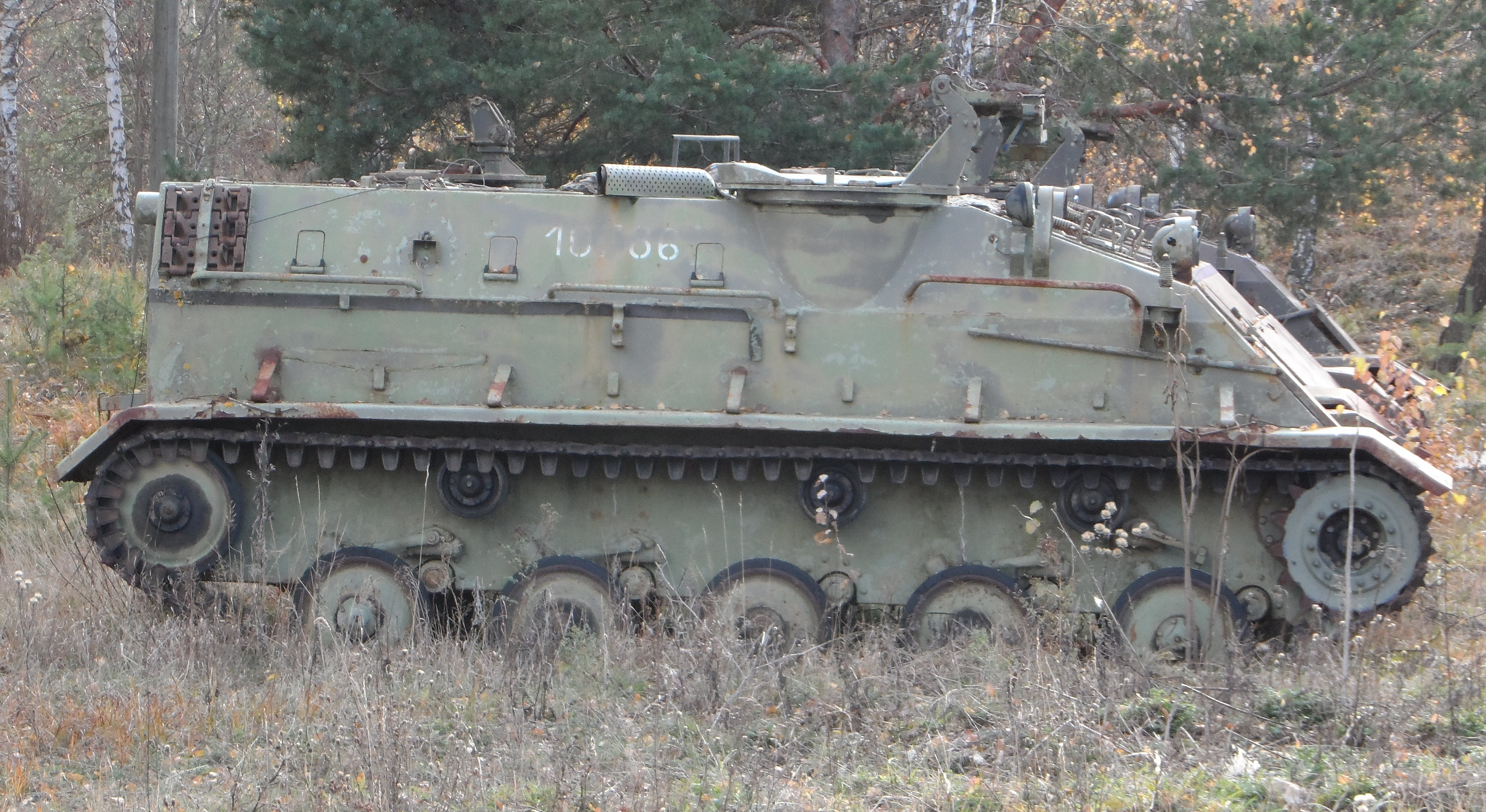
Un OT M-60

Le M-60P, version définitive du M-60, fut le principal véhicule de transport des troupes de l'Armée populaire yougoslave dans les années 1960 et 1970.

## Présentation
Le projet du M60 fut initié en 1956 par l'institut militaire technique de Belgrade et les premiers prototypes roulèrent en 1958 sous le nom de M-590. La production totale entre 1962 et 1979 s'élève à 790 engins dont 190 ont été exportés.

## Variantes
- M-60 : Mise en service en 1962
- M-60P : Mise en service en 1970
- M-60PK : Version de poste de commandement destiné au chef du bataillon
- M-60PV : Version antichar armé de deux canons sans recul M60 de 82 mm
- M-60San : Véhicule d’évacuation sanitaire